# UPL 1919

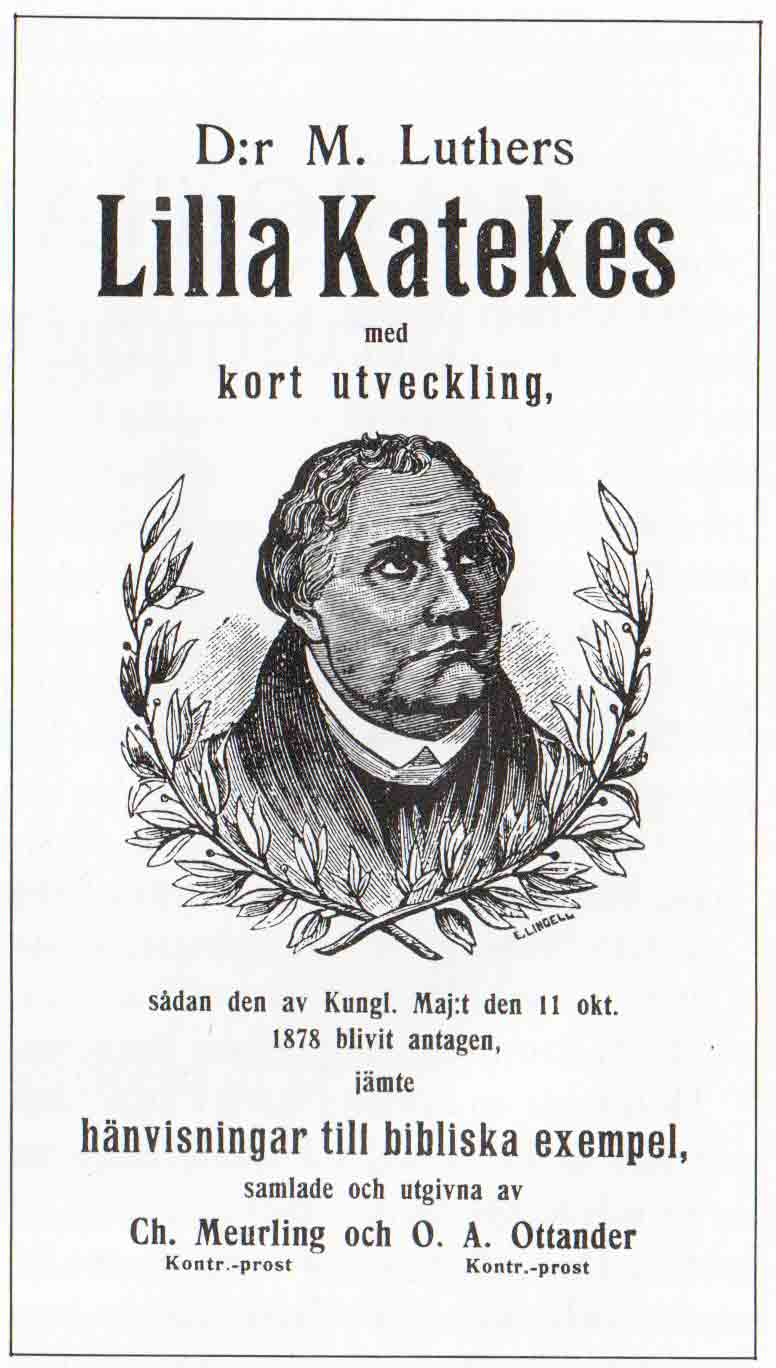
Martin Luthers lilla katekes avskaffades.

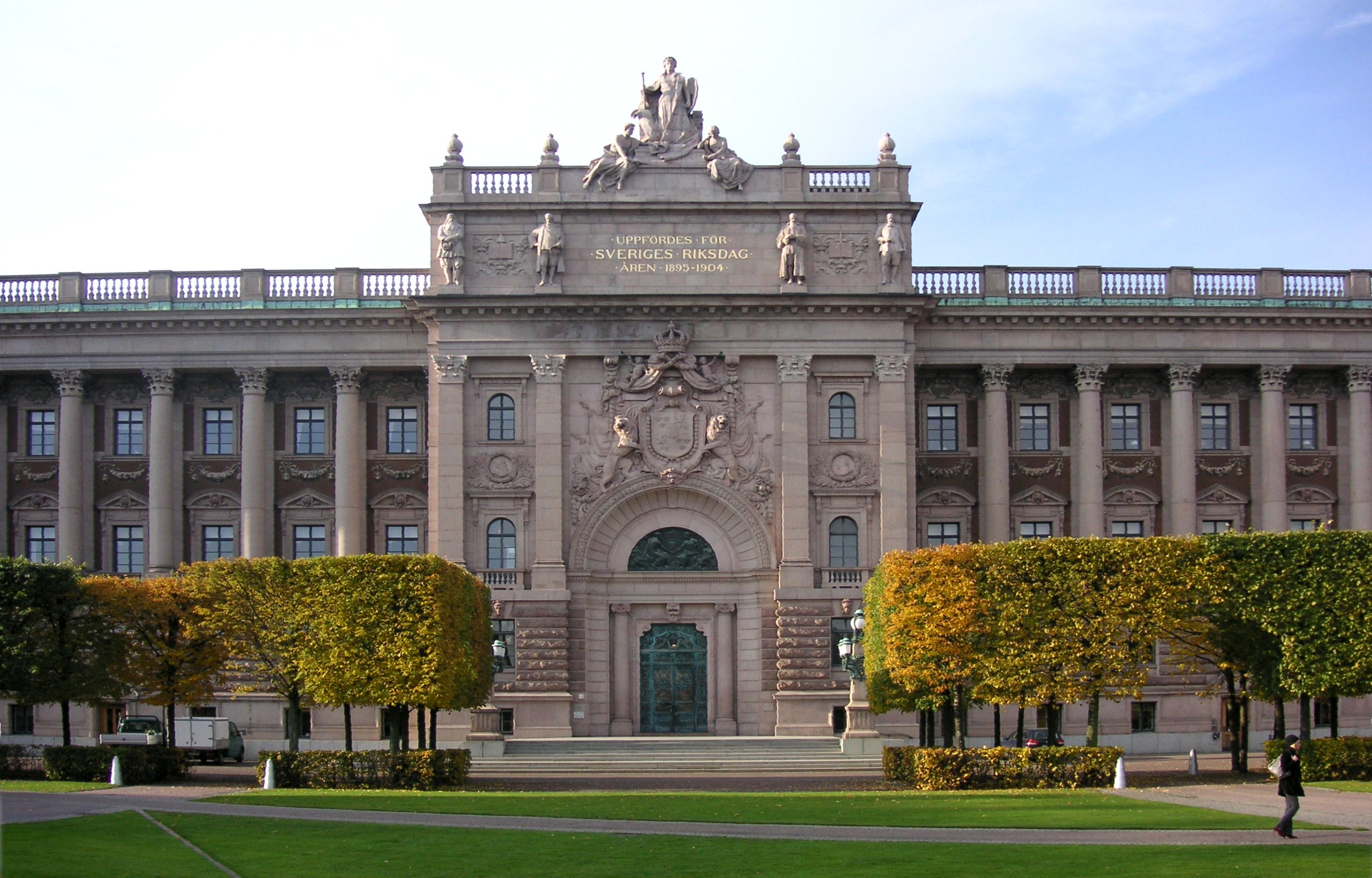
Medborgarkunskap infördes.

UPL 1919 var 1919 års undervisningsplan för folkskolan i Sverige, och fastställdes den 31 oktober det året. Det var den första undervisningsplanen för den svenska folkskolan, tidigare hade man haft så kallade normalplaner. UPL 1919 avskaffade bland annat Martin Luthers lilla katekes, och barnen behövde inte lära sig lika mycket utantill. Hembygdskunskap blev nytt ämne, och medborgarkunskap (som sedan 1955 heter samhällskunskap) infördes som en del av historia.

### Fotnoter
1. ↑  ”Undervisningsplan för rikets folkskolor den 31 oktober 1919”. Göteborgs universitet. 25 februari 1920. https://gupea.ub.gu.se/handle/2077/51541. Läst 19 januari 2021.
2. ↑  ”Kortfattad skolhistoria”. Finneby skola. Arkiverad från originalet den 29 oktober 2013. https://web.archive.org/web/20131029185106/http://www.finnebyskola.se/wp-content/uploads/Kortfattad-skolhistoria-uppdaterad-feb-2010.pdf. Läst 22 juli 2012.
3. ↑  ”Från tro till livstolkning”. Lärarnas nyheter. 17 november 2004. Arkiverad från originalet den 13 september 2016. https://web.archive.org/web/20160913100116/http://www.lararnasnyheter.se/pedagogiska-magasinet/2004/11/17/fran-tro-livstolkning. Läst 22 juli 2012.